# 산노헤군

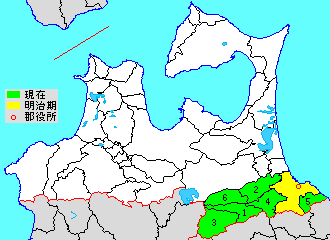
아오모리현 산노헤군의 위치 (1.산노헤정 2.고노헤정 3.닷코정 4.난부정 5.하시카미정 6.신고촌)

산노헤군(일본어: 三戸郡, さんのへぐん)은 일본 아오모리현(무쓰국)의 군이다.
인구 56,809명, 면적 969.34km², 인구밀도 58.6명/km².(2025년 3월 1일, 추계인구)
이하 5정 1촌으로 구성된다.
- 산노헤정(三戸町)
- 고노헤정(五戸町)
- 닷코정(田子町)
- 난부정(南部町)
- 하시카미정(階上町)
- 신고촌(新郷村)

## 군역
1878년 행정 구역으로 발족 당시의 군역은, 위의 5정 1촌에 하치노헤시를 더한 구역에 해당한다.

## 역사
- 1878년 10월 30일 - 군구정촌 편제법이 아오모리현에서 시행되면서, 행정 구역으로서의 산노헤군이 발족.

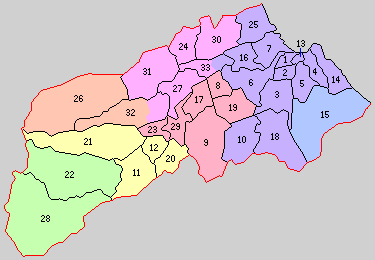
1.하치노헤정 2.조자촌 3.고레카와촌 4.미나토촌 5.오다테촌 6.다테촌 7.시모나가나와시로촌 8.지비키촌 9.나쿠이촌 10.나카사와촌 11.도가와촌 12.산노헤정 13.고나카노촌 14.사메촌 15.하시카미촌 16.가미나가나와시로촌 17.기타카와촌 18.시마모리촌 19.다베촌 20.도메사키촌 21.사루베촌 22.닷코촌 23.무카이촌 24.고노헤촌 25.이치카와촌 26.헤라이촌 27.아사다촌 28.가미고촌 29.헤라사키촌 30.가와우치촌 31.구라이시촌 32.노자와촌 33.도요사키촌 (보라:하치노헤시 분홍:고노헤정 빨강:난부정 등색:신고촌 노랑:신노헤정 녹색:닷코정 파랑:합병 없음)

- 1889년 4월 1일 - 정촌제 시행으로, 아래의 정촌이 발족.(2정 31촌)
  - 하치노헤정(八戸町): 현 하치노헤시
  - 조자촌(長者村): 현 하치노헤시
  - 고레카와촌(是川村): 현 하치노헤시
  - 미나토촌(湊村): 현 하치노헤시
  - 오다테촌(大館村): 현 하치노헤시
  - 다테촌(館村): 현 하치노헤시
  - 시모나가나와시로촌(下長苗代村): 현 하치노헤시
  - 지비키촌(地引村): 현 난부정
  - 나쿠이촌(名久井村): 현 난부정
  - 나카사와촌(中沢村): 현 하치노헤시
  - 도가와촌(斗川村): 현 산노헤정
  - 산노헤정(三戸町)(현존)
  - 고나카노촌(小中野村): 현 하치노헤시
  - 사메촌(鮫村): 현 하치노헤시
  - 하시카미촌(階上村): 현 하시카미정
  - 가미나가나와시로촌(上長苗代村) : 현 하치노헤시
  - 기타카와촌(北川村): 현 난부정
  - 시마모리촌(島守村): 현 하치노헤시
  - 다베촌(田部村): 현 난부정
  - 도메사키촌(留崎村): 현 산노헤정
  - 사루베촌(猿辺村): 현 산노헤정
  - 닷코촌(田子村): 현 닷코정
  - 무카이촌(向村): 현 난부정
  - 고노헤촌(五戸村): 현 고노헤정
  - 이치카와촌(市川村): 현 하치노헤시
  - 헤라이촌(戸来村): 현 신고촌
  - 아사다촌(浅田村): 현 고노헤정
  - 가미고촌(上郷村): 현 닷코정
  - 헤라사키촌(平良崎村): 현 난부정
  - 가와우치촌(川内村): 현 고노헤정
  - 구라이시촌(倉石村): 현 고노헤정
  - 노자와촌(野沢村): 현 신고촌, 고노헤정
  - 도요사키촌(豊崎村): 현 고노헤정, 하치노헤시
- 1901년 7월 1일 - 하치노헤정·조자촌이 합병하여, 새로이 하치노헤정이 발족.(2정 30촌)
- 1915년 11월 1일 - 고노헤촌이 정제 시행으로 고노헤정(五戸町)이 됨.(3정 29촌)
- 1924년 11월 10일(5정 27촌)
  - 고나카노촌이 정제 시행으로 고나카노정(小中野町)이 됨.
  - 미나토촌이 정제 시행으로 미나토정(湊町)이 됨.
- 1928년 11월 10일 - 닷코촌이 정제 시행으로 닷코정(田子町)이 됨.(6정 26촌)
- 1929년 5월 1일 - 하치노헤정·고나카노정·미나토정·사메촌이 합병하여, 하치노헤시(八戸市)가 발족, 군에서 이탈.(3정 25촌)
- 1940년 1월 1일 - 다테촌의 일부가 하치노헤시에 편입.
- 1942년 4월 1일 - 시모나가나와시로촌이 하치노헤시에 편입.(3정 24촌)
- 1949년 4월 1일 - 다베촌의 일부가 기타카와촌에 편입.
- 1954년 12월 1일 - 고레카와촌이 하치노헤시에 편입.(3정 23촌)
- 1955년
  - 3월 1일 - 닷코정·가미고촌이 합병하여, 새로이 닷코정이 발족.(3정 22촌)
  - 3월 20일 - 산노헤정·사루베촌·도가와촌·도메사키촌이 합병하여, 새로이 산노헤정이 발족.(3정 19촌)
  - 4월 1일(3정 15촌)
    - 이치카와촌·다테촌·가미나가나와시로촌이 하치노헤시에 편입.
    - 다베촌·지비키촌이 합병해 후쿠치촌(福地村)이 됨.

  - 4월 20일 - 헤라사키촌·무카이촌이 합병하여, 난부촌(南部村)이 발족.(3정 14촌)
  - 7월 1일 - 고노헤정·가와우치촌·아사다촌이 합병하여, 새로이 고노헤정이 발족.(3정 12촌)
  - 7월 20일 - 나쿠이촌·기타카와촌이 합병하여, 나가와정(名川町)이 발족.(4정 10촌)
  - 7월 29일(4정 9촌)
    - 노자와촌의 일부가 고노헤정에 편입.
    - 헤라이촌 및 노자와촌의 일부가 합병하여, 신고촌(新郷村)이 발족.

  - 10월 19일 - 도요사키촌의 일부가 고노헤정에 편입.
  - 10월 20일 - 도요사키촌이 하치노헤시에 편입.(4정 8촌)
- 1957년 3월 31일 - 시마모리촌·나카사와촌이 합병하여, 난고촌(南郷村)이 발족.(4정 7촌)
- 1958년 9월 10일 - 오다테촌이 하치노헤시에 편입.(4정 6촌)
- 1959년 2월 11일 - 난부촌이 정제 시행으로 난부정(南部町)이 됨.(5정 5촌)
- 1980년 5월 1일 - 하시카미촌이 정제 시행으로 하시카미정(階上町)이 됨.(6정 4촌)
- 2004년 7월 1일 - 구라이시촌이 고노헤정에 편입.(6정 3촌)
- 2005년 3월 31일 - 난고촌이 하치노헤시에 편입.(6정 2촌)
- 2006년 1월 1일 - 난부정·나가와정·후쿠치촌이 합병하여, 새로이 난부정이 발족.(5정 1촌)

## 참고 문헌
- 《가도카와 일본 지명 대사전》 편집위원회, 편집. (1985년 12월 1일). 《가도카와 일본 지명 대사전》. 2 아오모리현. 가도카와 쇼텐. ISBN 4040010205.